# Una noche a la luz de la luna en el Bósforo
Noche de luna en el Bósforo (en ruso: Лунная ночь на Босфоре, romanizado: Lúnnaia noch’ na Bosfóre) es la pintura del pintor marino armenio Iván Aivazovski. Esta obra fue pintada por el autor en 1894 y conservada en Galería Tretiakov en Moscú, Rusia.

## Historia
Iván Aivazovski pasó las últimas décadas de su vida en su casa de Feodosia de la República de Crimea, donde tenía un amplio estudio en el que escribió un gran número de obras basadas en los recuerdos de sus antiguos viajes. Entre los cuadros creados por el maestro durante este periodo figura «Noche de luna en el Bósforo».
En el cuadro, Aivazovski plasmó una de las vistas más pintorescas de Estambul. Habiendo visitado la capital del Imperio Otomano por primera vez en 1845, el artista quedó encantado por su belleza, en su carta al conde P.N. Zubov escribió: 

«Probablemente no hay nada en el mundo más majestuoso que esta ciudad, y Nápoles y Venecia se olvidan de ella».
«Вероятно, нет ничего в мире величественнее этого города, там забывается и Неаполь, и Венеция».

## Descripción
El colorido y abarrotado paseo marítimo del barrio de Ortaköy, en la orilla europea del estrecho de Bósforo y la ciudad, iluminado por la noche, es la ilustración de una antigua leyenda. Las figuras de las personas miran hacia las aguas del Bósforo, sobre las que el artista ha representado magistralmente los reflejos de la luz de la luna. La forma de los elementos decorativos que adornan la cúpula de la mezquita y las torres de sus minaretes está esculpida con elegantes líneas finas.
El cuadro «Noche de luna» es una imagen de calma y tranquilidad. El mar está en paz bajo la luz de la luna. Con su estilo y letra característicos, el autor de la obra muestra su sincero amor por el mar. Lo primero que llama la atención del espectador es la imagen del agua, el mar es de color oscuro y está dividido por un camino iluminado por la luna.
La mezquita de Ortaköy en distrito de Beşiktaş, fue construida por Karapet Balyan, representante de una familia de arquitectos de la corte armenia, y su hijo Sarkis era amigo de Aivazovski. Esta majestuosa estructura arquitectónica con una magnífica vista del Bósforo también está representada en la obra «Vista nocturna de Estambul» (1882, Museo-Reserva de Tsárskoye Seló, San Petersburgo, Rusia).